# Нејплс (Њујорк)
Нејплс (енгл. Naples) град је у америчкој савезној држави Њујорк.

## Демографија
По попису из 2010. године број становника је 1.041, што је 31 (-2,9%) становника мање него 2000. године.
| Група             | 2000.         | 2010.       |
| Белци             | 1.046 (97,6%) | 999 (96,0%) |
| Афроамериканци    | 0 (0,0%)      | 10 (1,0%)   |
| Азијати           | 6 (0,6%)      | 3 (0,3%)    |
| Хиспаноамериканци | 13 (1,2%)     | 8 (0,8%)    |
| Укупно            | 1.072         | 1.041       |